# Liste der Äbte von Glastonbury
Die folgenden Personen waren Äbte der Abtei Glastonbury (England):
- Worgret, um 601
- Lademund, um 663–um 667
- Bregored, um 667
- Bertwald, 667–676
- Haemgils, 676–702
- Bertwald, 702–709
- Ealdbert, 709–719
- Egfrith, 719–729
- Wealhstod, 729
- Coengils, 729–744
- Tunbert, 745–754
- Tyccea, 754–760
- Guba, 760–762
- Waldhun, 762–794
- Beadwulf, 794–800
- Muca, 802–824
- Guthlac, 824–851
- Ealhmund, 851–867
- Herefirth, 867–891
- Stithhard, 891–922
- Aldhun, 922–?
- Cuthred, ?
- Ælfric, ?
- Egwulf, ?
- Dunstan, 940–957
- Ælfric, ?–964
- Ælfstan, 964–970
- Sigegar, 970–755
- Ælfward, 975–1009
- Bertred, 1009–1019
- Britwig, 1019–1024
- Æthelward, um 1024–1053
- Æthelnoth, 1053–1077
- Thurstan, 1077–1096
- Herluin, 1100–1118
- Seffred Pelochin, 1120–1125
- Heinrich von Blois, 1126–1171
- Robert von Winchester, 1173–1180
- Ralph FitzStephen, um 1184–1189
- Henry de Sully, 1189–1193
- Savaric FitzGeldewin, 1193–1205
- Jocelyn Thoteman, 1206–1218
- William von St. Vigor, 1219–1223
- Robert von Bath, 1223–1234
- Michael von Amesbury, 1235–1252
- Roger von Ford, 1252–1261
- Robert von Petherton, 1261–1274
- John von Taunton, 1274–1291
- John von Kent, 1291–1303
- Geoffrey Fromond, 1303–1322
- Walter von Taunton, 1322–1323
- Adam von Sodbury, 1323–1334
- John von Breynton, 1334–1342
- Walter de Monington, 1342–1375
- John Chinnock, 1375–1420
- Nicholas Frome, 1420–1456
- Walter More, 1456
- John Selwood, 1456–1493
- Richard Bere, 1493–1524
- Richard Whiting, 1525–1539